# Kliper

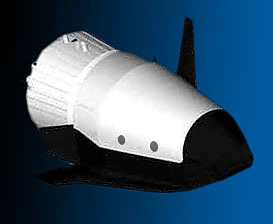
Model Kliperu

Kliper byla mnohonásobně použitelná kosmická loď vyvíjená v RKK Eněrgija od roku 2000 jako náhrada za kosmické lodě Sojuz.
První zkušební let Kliperu se původně plánoval na rok 2011, první pilotovaný na rok 2012, ovšem v případě bezproblémového přísunu potřebných financí. Podporu Roskosmosu a finance projekt nezískal, tak se v létě 2006 práce na Kliperu prakticky zastavily.

## Historie projektu
Práce na konstrukci pilotovaných kosmických lodí vždy patřily v RKK Eněrgija k prioritním.
Dokonce i v devadesátých letech se připravovala modernizace lodí Sojuz TM na verzi Sojuz TMM, Sojuz TMS. V druhé polovině devadesátých let se v Eněrgiji zrodil návrh nové lodi tvaru vztlakového tělesa - varianta na půl cestě mezi okřídleným Space Shuttlem a kapslí Sojuzu.
Byla spočítána aerodynamika tělesa, model testován v aerodynamickém tunelu, zvažovány různé velikosti těchto manévrujících návratových těles.
V letech 2000–2002 probíhaly další ověřování letových vlastností návrhu lodi, ale těžká finanční situace v oboru nedávala naději na realizaci projektu. Roku 2003 dokázala společnost Eněrgija změnit situaci a získala pro pokračování projektu podporu Roskosmosu. Nyní se konstruktéři začali detailně věnovat vnitřnímu uspořádání lodi.
V únoru 2004 byla o projektu informována veřejnost. V souvislosti s nedostatkem financí byl kladen důraz na spolupráci s dalšími kosmickými agenturami. Téhož roku projevila zájem o Kliper ESA, ale požadovala radikální přepracování koncepce podle svých potřeb – loď měla být schopna přistát na letišti jako letadlo. Během necelého roku ve spolupráci s OKB Suchoje a CAGI byla rozpracována koncepce křídlaté verze Kliperu. V té době byl v RKK také vyrobena kompletní maketa lodi.
Finanční účast v programu (60 mil euro na předběžné práce) rada ministrů EU v prosinci 2005 odmítla. Roskosmos 18. ledna 2006 oznámil zahájení tendru na novou opakovaně použitelnou pilotovanou kosmickou loď. S projekty se přihlásily RKK Eněrgija (Kliper), GKNPC Chruničeva (s projektem vycházejícím z lodi TKS) a NPO Molnija (raketoplán MAKS). Žádný z návrhů nebyl shledán zcela uspokojivým a když v červenci 2006 ESA navrhla Roskosmosu tvorbu nového transportního systému na základě lodí Sojuz a ATV, byl konkurs přerušen. V červenci 2006 ruská vláda schválila koncepci rozvoje pilotované kosmonautiky do roku 2030. Koncepce předpokládaly postupné vytvoření kosmického dopravního systému, osvojení okolí Země, Měsíce a let na Mars. V části věnované dopravním systémům byl prvořadým úkolem modernizace lodi Sojuz, dále vytvoření orbitálního tahače Parom a teprve poté by přišel na řadu Kliper.
Od června 2006 RKK Eněrgija práce na Kliperu omezila na minimum a po odvolání propagátora projektu ředitele Eněrgije Nikolaje Sevasťjanova v červenci 2007 Roskosmos ani Eněrgija Kliper nepřipomínali. V dubnu 2008 Eněrgija však zveřejnila opět dva návrhy budoucí pilotované lodi – modernizovaný zvětšený Sojuz a další variantu Kliperu – loď startující se složenými křídly, která se rozkládají při přistání.

## Základní rozdíly proti Sojuzu
- Mnohonásobná použitelnost návratového modulu (20–25 startů nebo 10 let)[3]
- Na oběžnou dráhu vynese 6 lidí a 700 kg užitečného nákladu proti 3 lidem a 200 kg Sojuzu
- Větší vnitřní objem zlepšuje podmínky posádky a umožňuje zvýšit dobu samostatného letu
- Možnost návratu až 500 kg nákladu z oběžné dráhy

## Popis lodi
Konstrukčně Kliper sestává z návratového modulu a orbitálního úseku. Hlavní zvláštností je opakovaně použitelný návratový modul typu vztlakového tělesa s tvarem zaoblené žehličky. Významně vyšší poměr vztlak/odpor (0,6–1,8 při nadzvukové rychlosti proti 0,25–0,3 u kapsle Sojuzu) dovoluje provést klouzavý sestup v horních vrstvách atmosféry, což snižuje tepelné namáhání a umožňuje využít mnohonásobně použitelný tepelný štít. Konstrukce také umožňuje návratovému modulu boční manévr až do 500–600 km, přičemž Sojuz může uhnout maximálně o 70–80 km.
Orbitální úsek je sestaven na základě orbitálního úseku Sojuzu. Ze Sojuzu jsou převzaty také systémy přibližování a spojování s orbitální stanicí. Orbitální úsek Kliperu zahrnuje též vodu a vzduch pro samostatný let, část elektrických a řídících systémů lodi (nejhodnotnější prvky těchto systémů jsou umístěny v návratovém modulu) a motory pro manévry na orbitě, ty se předpokládaly s palivem etanol/kapalný kyslík. Manévrovací schopnost lodi je cca 420 m/s.
Okřídlená verze (2005) kromě přidání delta křídla jinak zachovala trup verze původní, přičemž se značně zlepšily letové vlastnosti (poměr vztlak/odpor se zvedl na 4–5), což umožnilo přistání na letišti. Ovšem za cenu zvýšení hmotnosti lodi o cca 0,5 tuny a poklesu váhy nákladu o 200 kg.
| Údaj                                  | 2004 (bezkřídlá verze) | 2005 (křídlatá verze) |
| ------------------------------------- | ---------------------- | --------------------- |
| Startovní hmotnost                    | 14,5 t                 | 15 t                  |
| Posádka (piloti+pasažéři)             | 2+4                    | 2+4                   |
| Objem kabiny návratového modulu       | 20 m3                  |                       |
| Hmotnost návratového modulu           | 9,5–10 t               | přes 10 t             |
| Náklad vynášený                       | 700 kg                 | 500 kg                |
| Náklad přinášený                      | 500 kg                 |                       |
| Doba samostatného letu (při 6 lidech) | 5 dní                  |                       |
| Doba spojení se stanicí               | 1 rok                  |                       |
| Přetížení při přistání                | 2,5 g                  |                       |
| Přesnost přistání                     | do 15 km               |                       |

## Nosná raketa
Podle informací RKK Eněrgija měl být start Kliperu možný ze všech ruských kosmodromů, kde jsou startovací komplexy Sojuz, tedy z Bajkonuru a Plesecku.
V původním projektu RKK Eněrgija se pro start Kliperu předpokládalo využití výrazně zmodernizované rakety Sojuz pod novým názvem Oněga. Nicméně z finančních i časových důvodů později Eněrgija navrhla použití ukrajinsko-ruské rakety Zenit 2.